# Aeroportul Minnipa
Aeroportul Minnipa (IATA: MIN, ICAO: YMPA) este un aeroport din Australia de Sud, Australia.
Situat la o altitudine de 156 m, aeroportul dispune de o singură pistă.